# Héctor Bracamonte
Héctor Andrés Bracamonte (ur. 16 lutego 1979 w Rio Cuarto) piłkarz argentyński grający na pozycji napastnika. Nosi przydomek "Braca".

## Życiorys
Bracamonte jest wychowankiem Club Atlético Boca Juniors. W Primera División zadebiutował w sezonie 1998/1999, ale niedługo po debiucie został wypożyczony do Los Andes Buenos Aires, grającego wówczas w Primera B Metropolitana. Tam występował przez rok zdobywając 9 goli w sezonie, a latem 1999 Bracamonte został piłkarzem klubu hiszpańskiej Segunda División, CD Badajoz. W Badajoz Héctor miał pewne miejsce w podstawowym składzie, jednak zespół ten co roku bronił się przed spadkiem z ligi. Argentyńczyk spędził tam 2,5 roku i na fazę Clausura 2002 powrócił do Boca. Jednak wobec konkurencji w ataku ze strony Carlosa Téveza, Marcelo Delgado czy Guiillermo Barrosa Schelotto był tylko rezerwowym, ale zdołał zdobyć 7 goli w lidze, a Boca zajęło 3. pozycję. W sezonie 2002/2003 Bracamonte strzelił 9 bramek. Zdobył Copa Libertadores, a także wicemistrzostwa fazy Apertura 2002 i Clausura 2003.
W lipcu 2003 roku za 800 tysięcy euro Bracamonte przeszedł do rosyjskiego FK Moskwa, wtedy zwanego Torpedo-Metallurg. W Premier Lidze przez pół roku wystąpił w 9 meczach i zdobył 5 bramek przyczyniając się do utrzymania klubu w lidze. Rok 2004 był dla Héctora jeszcze bardziej udany – 9. miejsce w lidze, a jego dorobek bramkowy to 11 trafień. W 2005 roku zajął z FK 6. pozycję (5 goli), podobnie jak w 2006 (3 gole). W tym ostatnim roku został uznany wraz z Isaakiem Okoronkwo najlepszym piłkarzem sezonu FK. W FK grał do połowy 2009 roku.
Kolejnym klubem w karierze Argentyńczyka został Terek Grozny. Zadebiutował w nim 27 września 2009 w wygranym 2:1 domowym meczu z Lokomotiwem Moskwa. W sezonie 2011/2012 Bracamonte grał w FK Rostów, a latem 2012 wrócił do Argentyny i został zawodnikiem Rosario Central.
| Sezon   | Klub                       | Kraj      | Rozgrywki               | Mecze | Bramki |
| ------- | -------------------------- | --------- | ----------------------- | ----- | ------ |
| 1998/99 | Club Atlético Boca Juniors | Argentyna | Primera División        | 1     | 0      |
| 1998/99 | Los Andes                  | Argentyna | Primera B Metropolitana | 25    | 9      |
| 1999/00 | CD Badajoz                 | Hiszpania | Segunda División        | 39    | 10     |
| 2000/01 | CD Badajoz                 | Hiszpania | Segunda División        | 25    | 4      |
| 2001/02 | CD Badajoz                 | Hiszpania | Segunda División        | 22    | 4      |
| 2001/02 | Club Atlético Boca Juniors | Argentyna | Primera División        | 13    | 7      |
| 2002/03 | Club Atlético Boca Juniors | Argentyna | Primera División        | 19    | 9      |
| 2003    | FK Moskwa                  | Rosja     | Priemjer-Liga           | 9     | 5      |
| 2004    | FK Moskwa                  | Rosja     | Priemjer-Liga           | 30    | 11     |
| 2005    | FK Moskwa                  | Rosja     | Priemjer-Liga           | 25    | 5      |
| 2006    | FK Moskwa                  | Rosja     | Priemjer-Liga           | 24    | 3      |
| 2007    | FK Moskwa                  | Rosja     | Priemjer-Liga           | 17    | 2      |
| 2008    | FK Moskwa                  | Rosja     | Priemjer-Liga           | 27    | 8      |
| 2009    | FK Moskwa                  | Rosja     | Priemjer-Liga           | 13    | 2      |
| 2009    | Terek Grozny               | Rosja     | Priemjer-Liga           | 2     | 0      |
| 2010    | Terek Grozny               | Rosja     | Priemjer-Liga           | 28    | 4      |
| 2011    | Terek Grozny               | Rosja     | Priemjer-Liga           | 7     | 0      |
| 2011/12 | FK Rostów                  | Rosja     | Priemjer-Liga           | 24    | 6      |
| 2012/13 | Rosario Central            | Argentyna | Primera División        |       |        |